# El Castillo de las Guardas
El Castillo de las Guardas – gmina w Hiszpanii, w prowincji Sewilla, w Andaluzji, o powierzchni 258,05 km². W 2011 roku gmina liczyła 1575 mieszkańców. Pozostało niewiele pozostałości po czasach średniowiecza i współczesności, ale warto zwrócić uwagę na dolmeny położone w dzielnicy Las Cañadillas.